# Noční jezdci
Noční jezdci je československý hraný film natočený režisérem Martinem Hollým mladším v roce 1981. Film jehož děj se odehrává krátce po ustanovení Československé republiky při hranicích s Polskem, popisuje střetnutí vrchního respicienta finanční stráže Eduarda Halvy (Radoslav Brzobohatý) se slovenským pašerákem Markem Orbanem (Michal Dočolomanský). První se smyslem pro povinnost brání státní hranici mladého státu, druhý se jakkoliv snaží vydělat peníze, díky nimž by zachránil svou vesnici.

## Děj
V úvod snímku je československý pohraničník zavražděn při hlídce na polských hranicích. Na jeho místo je vyslán vrchní respicient finanční stráže Eduard Halva. Do slovenských hor jej doprovází početný oddíl finanční stráže a jeho manželka Eva. Na hranicích, kde financové začnou s budováním nové celnice, se setkávají se odporem místních obyvatel. Ti straní pašerákům z vesnice vedeným Markem Orbanem. Díky penězům, které získávají převáděním a nelegálním prodejem polských koní, si obyvatelé příhraniční vesničky odříznuté od okolního světa chtějí vydělat na nákladnou cestu do Spojených států, kde jak doufají najdou práci. Mezi Halvovými muži a místními lidmi brzy vzplanou spory. Financ Jan Bílý je kvůli urážce zastřelen jedním z pašeráků Imro Jakuvcem. Když pak zemře Jakuvcův nově narozený syn, svalí místní vinu na Halvovu ženu, která jako zdravotní sestra asistovala u porodu. Eva Halvová, které je místními vyhrožováno, poté uprchne zpět do Prahy. Eduard Halva po odchodu manželky ztratí nervy a pašerákům postřílí všechny jejich koně. Celnice je dostavěna a slavnostně otevřena. Marek Orban se však nevzdává. Se svými muži předstírá odjezd na loď do Hamburku, avšak místo toho v Polsku ukradne novou skupinu koní. Zoufalým pokusem se je se svými muži snaží přehnat přes hranici. Dojde však k masakru, při němž je zabito šest lidí. Ironií osudu se pak krátce po hromadném pohřbu Eduard Halva dozvídá o tom, že československá vláda toto území odstoupila Polsku. Finanční stráž poté opouští bývalou hranici.

## Obsazení
| Radoslav Brzobohatý | vrchní respicient finanční stráže Eduard Halva |
| Michal Dočolomanský | vůdce pašeráků Marek Orban                     |
| Leopold Haverl      | celník Babušek                                 |
| Jozef Adamovič      | pašerák Imro Jakuvec                           |
| Soňa Valentová      | Eva Halvová                                    |
| Petr Čepek          | financ Janoušek                                |
| Jiří Krampol        | financ Borovička                               |
| Ľubomír Paulovič    | pašerák Ondro Krtinec                          |
| Pavel Zedníček      | financ Fořt                                    |
| Jiří Kodeš          | financ Jan Bílý                                |
| Ivan Palúch         | pašerák Palo Šebo                              |
| Karol Čálik         | pašerák Štefan Hnácik                          |
| Petr Skarke         | financ Resl                                    |
| Ján Mildner         | starý Jakuvec                                  |